# 馬場裕貴
馬場 裕貴（ばば ゆうき、1999年7月9日 - ）は、日本の舞台俳優、タレント、写真家、デザイナー、演出家。クラーク記念国際高等学校 卒業生。東京都出身地。前事務所はA-TEAM、その後、アヴァンセに所属している。TVではテレビ東京の作品に携わる。
趣味は野球 即興芝居である。
芝居では主に小劇場として活動をしてきたが、現在は舞台プロデューサーとして多くの作品を製作している。演者としては、渋谷公会堂で上演を行い、中劇場、大劇場での芝居も行う。
2018年6月に芸能事務所、アヴァンセを契約満了し退所。その後はプロデュース業で活動をする。
デザイナー及び写真家としても活動をしており、フィルムカメラを主に様々な著名人を撮影。
渋谷ヒカリエにも個展を行う。

## 過去出演作品

### 舞台
- 十五少年漂流記（シアター1010）
- あにスタ（渋谷公会堂）
- 御門祖事件（武蔵野芸術劇場）
- 夜明けの前が一番暗いの?（スペース107）
- 漆黒の戦花（新宿村LIVE）
- GOEMON 大阪公演（in→dependent theatre 2nd）
- ここだよ。りめいく。（GEKI地下liberty）

### TV
- ゴーストレート（フジテレビ）
- ピラメキーノ（2009年 - 2010年、テレビ東京） - レギュラー
- 毎日かあさん 番外編（2009年 - 2010年）
- パイロットになりたい!! - レギュラー
- ダウンタウンのガキの使いやあらへんで!!（日本テレビ）

### CM
- 日清食品 どん兵衛 大晦日編
- 集中リゲイン 安河内先生
- サントリー
- DOLEバナナ
- 遊戯王デュエルリンクス

### ミュージックビデオ
- ダイスケ 「スケッチブック」 - 青少年 役
- ポルノグラフィティ 「青春花道」